# 繪架座SW
繪架座SW，又名CP-60 537，HD 41586、SAO 249424、HR 2151，是繪架座的一颗恒星，视星等为6.45，位于銀經268.97，銀緯-29.34，其B1900.0坐标为赤經6h 0m 54.1s，赤緯-60° -29.34′ 36″。